# Суханов, Владимир Семёнович
Владимир Семёнович Суханов (род. 6 июня 1943, Челябинск) — советский хоккеист, защитник. Мастер спорта СССР.

## Биография
Родился в рабочей многодетной семье четвёртым ребёнком. Отец Семён Алексеевич, потомственный энергетик, работал на ЧГРЭС начальником смены. Мать Александра Николаевна — домохозяйка, удостоена звания «Мать-героиня». В семье было девять детей: семь сыновей, две дочери.
Начал заниматься в 10 лет хоккеем с мячом, играл на первенство города, в чемпионате области, на Спартакиаде народов СССР. В 1963 году был приглашён Николаем Сидоренко в команду мастеров хоккея с шайбой «Трактор». Воспитанник ЧЭМК и СК ЧТЗ.
За «Трактор» провёл 12 сезонов (1964/65 — 1975/76) — 449 игр, 64 (47+17) очков. В классе «А» отыграл восемь сезонов (1964/65, 1969/70 — 1975/76). В сезоне 1977/78 — играющий тренер команды второй лиги «Строитель» Караганда. В сезоне 1982/83 — администратор команды «Трактор».
Имеет специальности слесаря, резчика, сварщика, сборщика узлов сложных механизмов. Работал на заводе «Прибор».
Играл в составе сборной ветеранов Челябинской области. Участвовал в чемпионате мира среди ветеранов до 2008 года. Обладатель Кубка мира среди ветеранов (Канада).
Работал в Союзе ветеранов хоккея Челябинской области.
С женой Ниной Макаровной познакомился в 1961 году. Сыновья Вячеслав и Константин занимались в школе «Трактор», первый тренер Владимир Угрюмов. Вячеслав прекратил занятия по состоянию здоровья. Константин играл в молодёжной команде «Трактора» и студенческой команде ЧИМЭСХ.